# Abalone
Haliotis (popularmente conhecidos em português e inglês por abalone, também em inglês por ear shell ou ormer, em espanhol por oreja de mar e abulone, em francês por oreille de mer, em italiano por orecchie di mare e em alemão por Seeohren) é um gênero de moluscos gastrópodes marinhos da família Haliotidae e o único gênero catalogado desta família. Foi proposto por Linnaeus em 1758 e contém diversas espécies em águas costeiras de quase todo o mundo. Na gastronomia, o abalone é um molusco valorizado em países asiáticos. Suas dimensões variam de dois a trinta centímetros.

## Habitat, hábitos e distribuição geográfica
Com suas conchas perfuradas e internamente madreperoladas, os moluscos do gênero Haliotis são habitantes desde a zona entremarés, onde se fixam em superfícies rochosas, com forte sucção aplicada a seu pé, até várias centenas de metros. Alimentam-se exclusivamente de algas. Também são consumidos como alimento por humanos, com algumas espécies em declínio.
São distribuídas ao longo das águas costeiras de todos os continentes, com exceção da costa sul do Pacífico na América do Sul (embora tenha sido introduzida no Chile, a partir da década de 1970 e expandindo-se na década de 1990, para cultivo), a costa leste dos Estados Unidos, o extremo Ártico e a Antártida; com a maioria das espécies encontradas em águas frias, como ao largo das costas da Nova Zelândia (nomeados pāua em maori), África do Sul, Austrália, oeste da América do Norte (da região Panhandle do Alasca ao México) e no Japão.[carece de fontes?] Muito conhecidas e usadas em joalheria são as espécies californianas: Haliotis rufescens (red abalone), Haliotis corrugata (pink abalone) e Haliotis fulgens (green abalone).
No oeste da Europa e Mar Mediterrâneo ocorre Haliotis tuberculata, classificada por Linnaeus em 1758 (com a espécie Haliotis lamellosa, Lamarck, 1822, colocada agora como sua subespécie). No Brasil é citada a espécie Haliotis pourtalesii (Dall, 1881), que vive do Pará ao Rio Grande do Sul, em fundos de algas calcárias e conchas quebradas entre 60 e 360 metros de profundidade (com a espécie Haliotis aurantium colocada como sua subespécie).

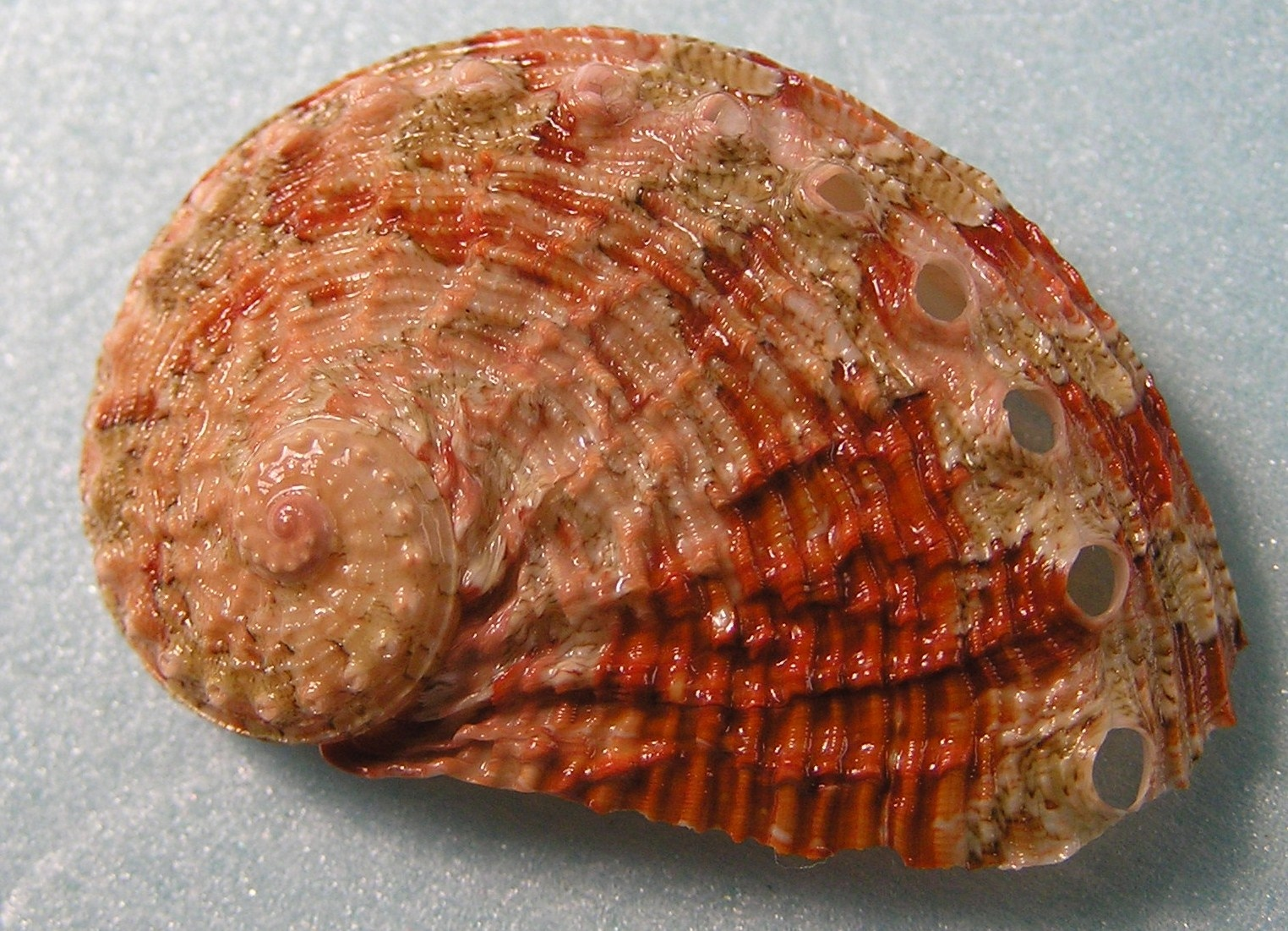
Relevo da superfície da concha de H. squamosa.
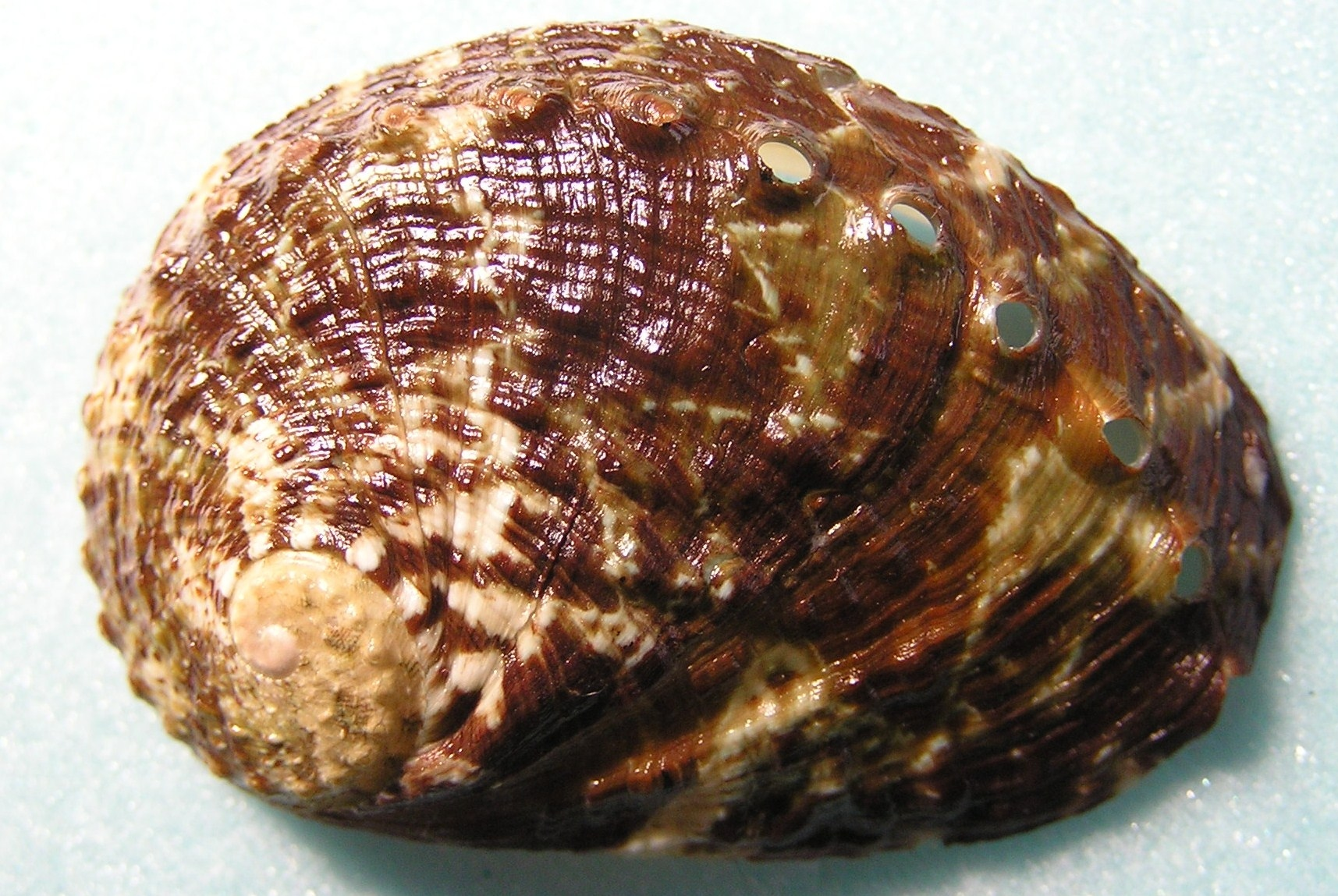
Exemplar de H. rugosa ssp. pustulata, visto por cima.
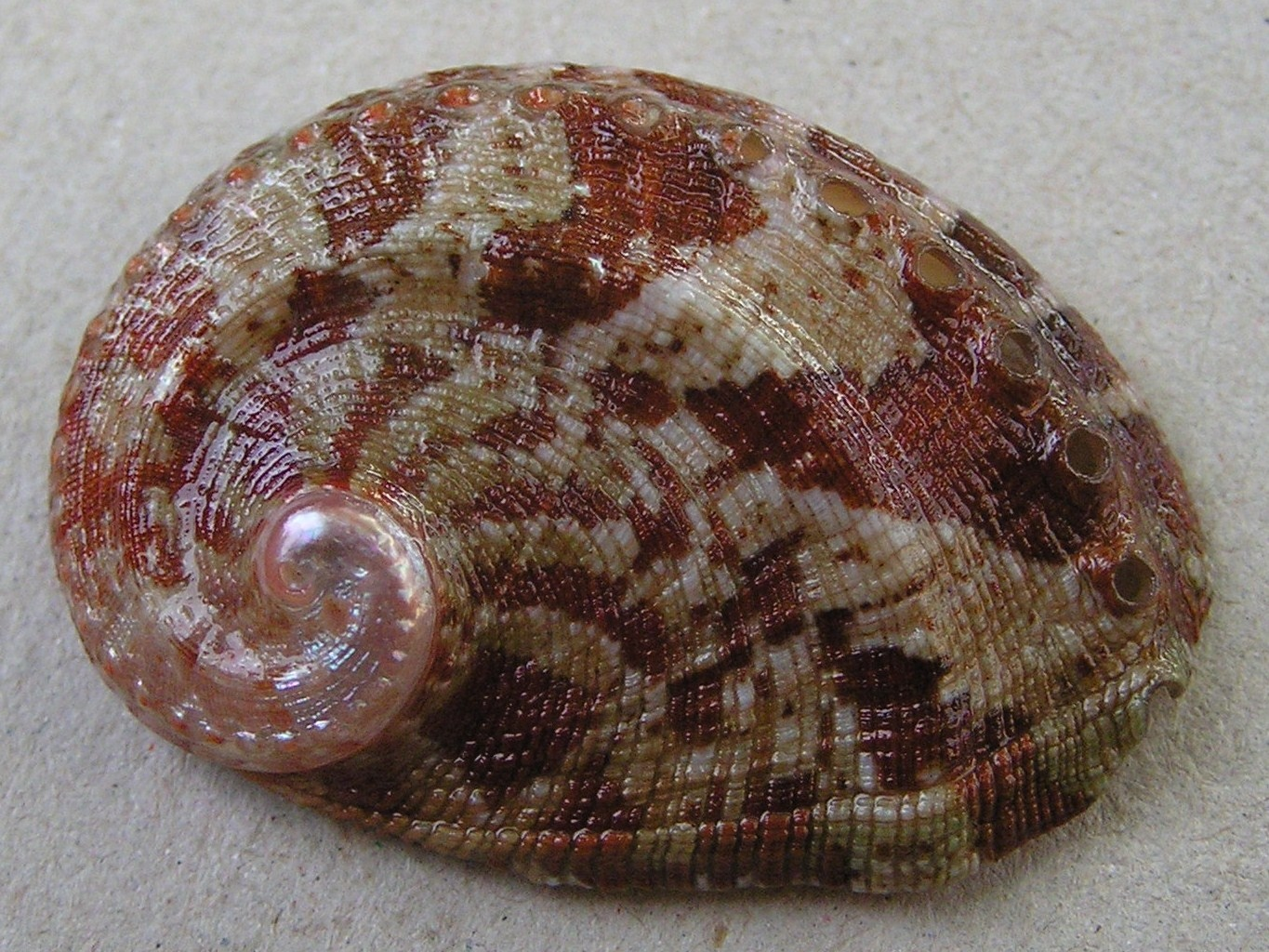
Exemplar de H. parva, visto por cima.
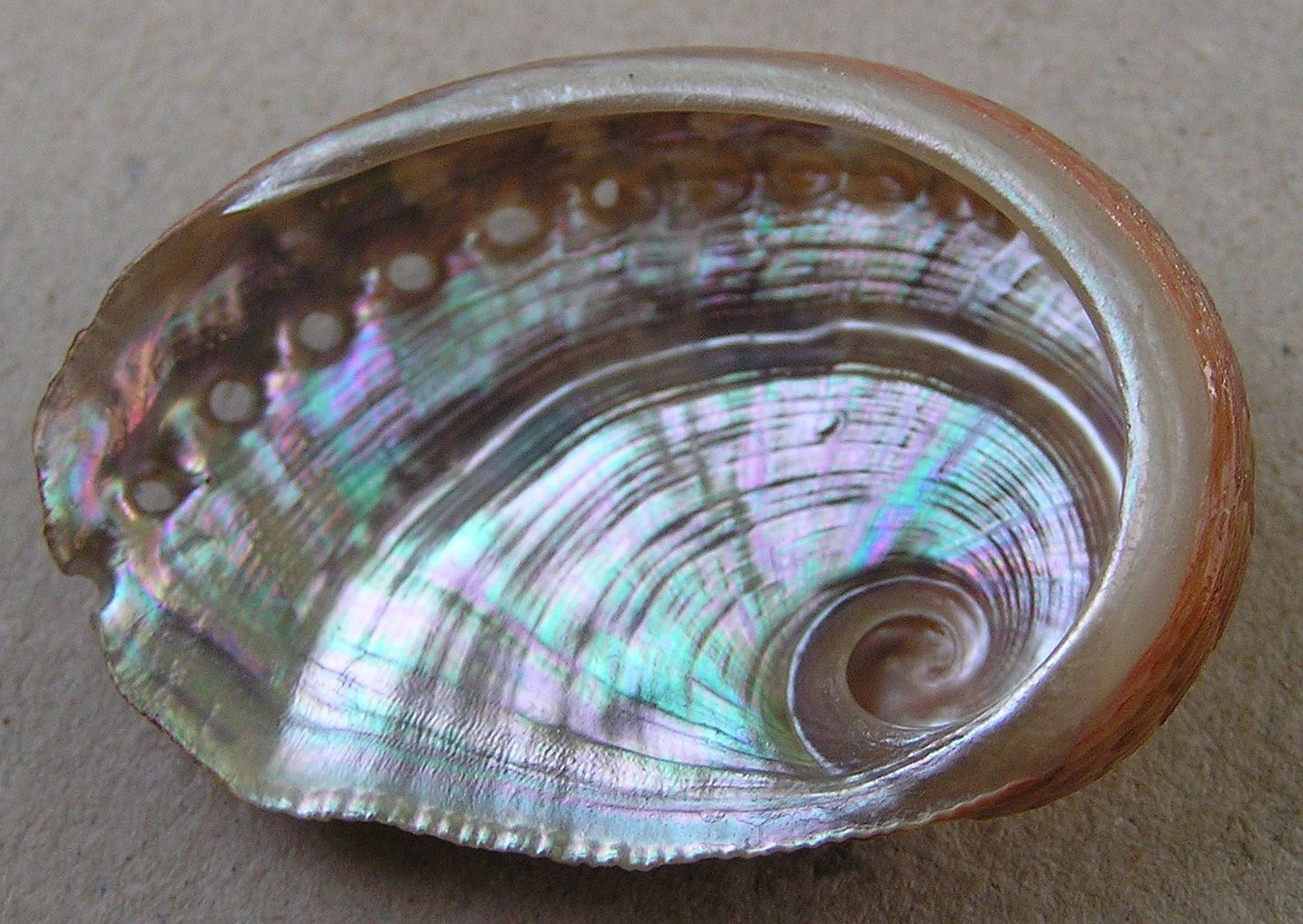
Exemplar de H. parva, visto por baixo. A parte inferior, na foto, corresponde ao lábio externo.
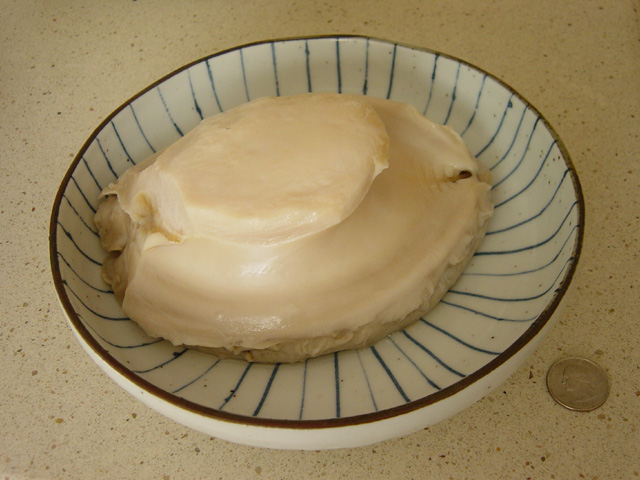
Carne de abalone.

## Espécies atuais deHaliotis
Lista de espécies atuais (não fósseis) de Haliotis segundo a página WoRMS:
- Haliotis alfredensis Bartsch, 1915
- Haliotis asinina Linnaeus, 1758 - espécie-tipo
- Haliotis australis Gmelin, 1791
- Haliotis brazieri Angas, 1869
- Haliotis clathrata Reeve, 1846
- Haliotis coccoradiata Reeve, 1846
- Haliotis corrugata W. Wood, 1828
- Haliotis cracherodii Leach, 1814
- Haliotis cyclobates Péron & Lesueur, 1816
- Haliotis dalli Henderson, 1915
- Haliotis discus Reeve, 1846
- Haliotis dissona (Iredale, 1929)
- Haliotis diversicolor Reeve, 1846
- Haliotis drogini Owen & Reitz, 2012
- Haliotis elegans Koch in Philippi, 1844
- Haliotis fatui Geiger, 1999
- Haliotis fulgens Philippi, 1845
- Haliotis geigeri Owen, 2014
- Haliotis gigantea Gmelin, 1791
- Haliotis glabra Gmelin, 1791
- Haliotis iris Gmelin, 1791
- Haliotis jacnensis Reeve, 1846
- Haliotis kamtschatkana Jonas, 1845
- Haliotis laevigata Donovan, 1808
- Haliotis madaka (Habe, 1977)
- Haliotis mariae W. Wood, 1828
- Haliotis marmorata Linnaeus, 1758
- Haliotis melculus (Iredale, 1927)
- Haliotis midae Linnaeus, 1758
- Haliotis mykonosensis Owen, Hanavan & Hall, 2001
- Haliotis ovina Gmelin, 1791
- Haliotis parva Linnaeus, 1758
- Haliotis planata G. B. Sowerby II, 1882
- Haliotis pourtalesii Dall, 1881
- Haliotis pulcherrima Gmelin, 1791
- Haliotis queketti E. A. Smith, 1910
- Haliotis roei Gray, 1826
- Haliotis rubiginosa Reeve, 1846
- Haliotis rubra Leach, 1814
- Haliotis rufescens Swainson, 1822
- Haliotis rugosa Lamarck, 1822
- Haliotis scalaris (Leach, 1814)
- Haliotis semiplicata Menke, 1843
- Haliotis sorenseni Bartsch, 1940
- Haliotis spadicea Donovan, 1808
- Haliotis squamosa Gray, 1826
- Haliotis stomatiaeformis Reeve, 1846
- Haliotis supertexta Lischke, 1870
- Haliotis thailandis Dekker & Patamakanthin, 2001
- Haliotis tuberculata Linnaeus, 1758
- Haliotis unilateralis Lamarck, 1822
- Haliotis varia Linnaeus, 1758
- Haliotis virginea Gmelin, 1791
- Haliotis walallensis Stearns, 1899

### Espécies reclassificadas em outros gêneros
Diversas espécies de Haliotis já foram catalogadas. Revisões posteriores, mais aprofundadas, transferiram estas espécies, abaixo, para os táxon acima denominados. Alguns nomes foram transferidos para subespécies.
Haliotis adriatica; Haliotis albicans; Haliotis aleata; Haliotis alternata; Haliotis ancile; Haliotis aquatilis; Haliotis asinum; Haliotis assimilis; Haliotis astricta; Haliotis aulaea; Haliotis aurantium; Haliotis barbouri; Haliotis bonita; Haliotis caelata; Haliotis californiana; Haliotis californiensis; Haliotis canaliculata; Haliotis canariensis; Haliotis capensis; Haliotis carinata; Haliotis cingulata; Haliotis clathrata; Haliotis coccinea; Haliotis concinna; Haliotis conicopora; Haliotis costata; Haliotis crebrisculpta; Haliotis crenata; Haliotis cruenta; Haliotis cunninghami; Haliotis decussata; Haliotis dentata; Haliotis diegoensis; Haliotis dohrniana; Haliotis dringii; Haliotis echinata; Haliotis elevata; Haliotis ethologus; Haliotis excavata; Haliotis expansa; Haliotis ficiformis; Haliotis funebris; Haliotis gemma; Haliotis gibba; Haliotis gigas; Haliotis glabra; Haliotis granti; Haliotis granulata; Haliotis grayana; Haliotis gruneri; Haliotis guadalupensis; Haliotis guineensis; Haliotis hanleyi; Haliotis hargravesi; Haliotis hattorii; Haliotis howensis; Haliotis imperforata; Haliotis impertusa; Haliotis improbula; Haliotis incisa; Haliotis janus; Haliotis japonica; Haliotis jousseaumi; Haliotis kraussi; Haliotis lamellosa; Haliotis latilabris; Haliotis lauta; Haliotis lucida; Haliotis lusus; Haliotis marmorata; Haliotis multiperforata; Haliotis naevosa; nebulata; Haliotis neglecta; Haliotis nodosa; Haliotis ormier; Haliotis oweni; Haliotis papulata; Haliotis patamakanthini; Haliotis pellucida; Haliotis pertusa; Haliotis picta; Haliotis planilirata; Haliotis ponderosa; Haliotis pustulata; Haliotis pustulifera; Haliotis reticulata; Haliotis revelata; Haliotis roberti; Haliotis roedingi; Haliotis rosacea; Haliotis rosea; Haliotis ruber; Haliotis rubicunda; Haliotis rubicundus; Haliotis rugosa; Haliotis rugosoplicata; Haliotis sanguinea; Haliotis scabricostata; Haliotis scutulum; Haliotis semistriata; Haliotis sieboldii; Haliotis sinuata; Haliotis smithsoni; Haliotis speciosa; Haliotis splendens; Haliotis splendidula; Haliotis squamata; Haliotis striata; Haliotis strigata; Haliotis subvirginea; Haliotis sulcosa; Haliotis tayloriana; Haliotis tomricei; Haliotis tricostalis; Haliotis tricostata; Haliotis tubifera; Haliotis turveri; Haliotis tuvuthaensis; Haliotis venusta; Haliotis virginea; Haliotis viridis; Haliotis vixlirata; Haliotis volcanius; Haliotis vulgaris; Haliotis whitehousei; Haliotis zealandica; Haliotis ziczac.
Este gênero também, pela enorme variação de suas espécies, já foi classificado em subgêneros: Euhaliotis, Haliotis, Marinauris, Nordotis, Notohaliotis, Padollus e Paua.